# Le Chaffaut-Saint-Jurson
Le Chaffaut-Saint-Jurson – miejscowość i gmina we Francji, w regionie Prowansja-Alpy-Lazurowe Wybrzeże, w departamencie Alpy Górnej Prowansji.

## Demografia
Według danych na rok 1990 gminę zamieszkiwało 510 osób, a gęstość zaludnienia wynosiła 14 osób/km². W styczniu 2015 r. Le Chaffaut-Saint-Jurson zamieszkiwały 874 osoby, przy gęstości zaludnienia wynoszącej 24,1 osób/km².